# Tanner Buchanan

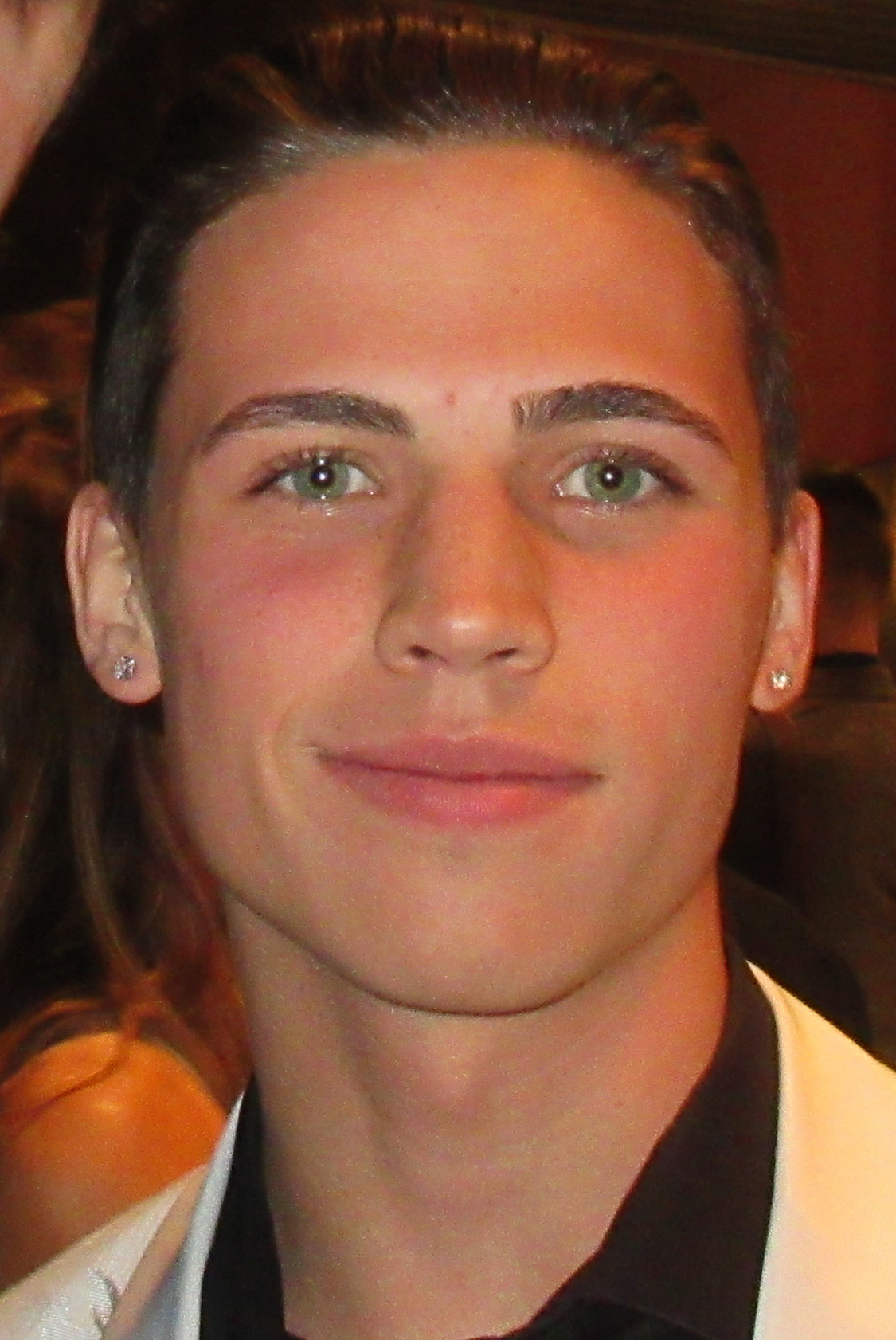
Tanner Buchanan (2018)

Tanner Buchanan (* 8. Dezember 1998 in Lima, Ohio) ist ein US-amerikanischer Schauspieler.

## Leben
Buchanan begann 2010 seine Karriere mit einem kleinen Auftritt in der Serie Modern Family. Weitere kleinere Rollen folgten, bis er seit 2015 in verschiedenen wiederkehrenden Rollen in Fernsehserien zu sehen ist. Bekannt wurde er ab 2016 für seine Rolle als Leo Kirkmann in der Serie Designated Survivor. Kurz nach der Premiere von den letzten Folgen der Serie Cobra Kai gaben er und seine Serienkollegin Mary Matilyn Mouser via Instagram bekannt, sich verlobt zu haben.

## Filmografie (Auswahl)
- 2010: Modern Family (Fernsehserie, eine Folge)
- 2013: Grey’s Anatomy (Fernsehserie, eine Folge)
- 2013: Major Crimes (Fernsehserie, eine Folge)
- 2014: Mixology (Fernsehserie, eine Folge)
- 2015–2019: Game Shakers – Jetzt geht’s App (Game Shakers, Fernsehserie, sechs Folgen)
- 2016–2019: Designated Survivor (Fernsehserie, 19 Folgen)
- 2016: The Fosters (Fernsehserie, vier Folgen)
- 2017: The Heyday of the Insensitive Bastards
- 2017: Anything
- 2018–2025: Cobra Kai (Fernsehserie)
- 2019: Das Haus der Geheimnisse (Max Winslow and the House of Secrets)
- 2021: Einer wie keiner (He’s All That)
- 2022: The Hyperions – Die Superheldenakademie (The Hyperions)
- 2024: Date mich Billy Walsh! (How to Date Billy Walsh)